# 新疆蒜
新疆蒜（学名：Allium sinkiangense）是葱科葱属的植物，为中国的特有植物。分布于中国大陆的新疆等地，生长于海拔1,300米的地区，见于阴坡林下，目前已由人工引种栽培。